# Men (god)

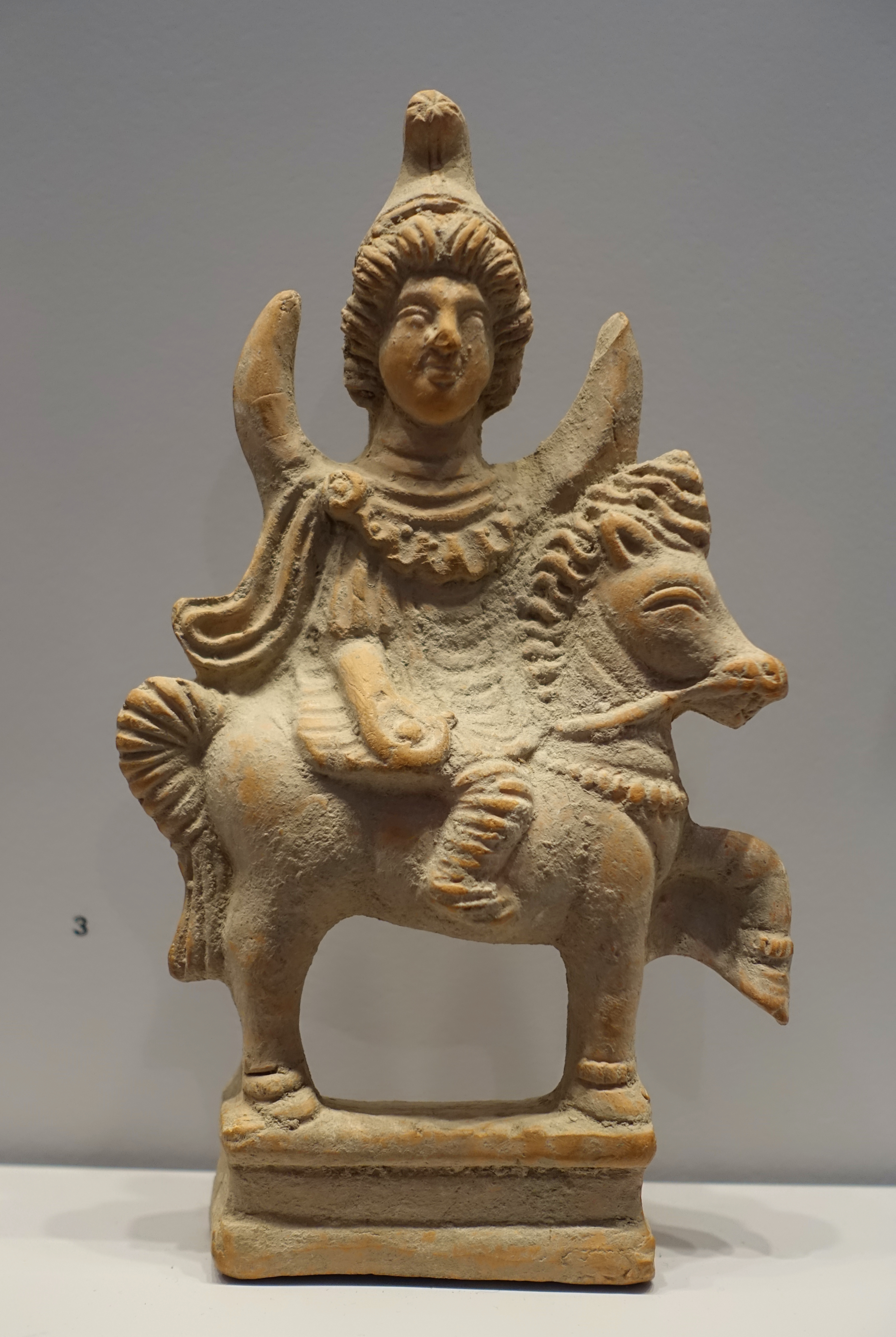
Terracottabeeld van Men (3e eeuw n.C.)

Men was een Frygische maangod die werd vereerd vanaf de 4e eeuw v.C. Vanaf de 2e eeuw n.C. breidde zijn cultus zich uit over gans Anatolië. Door de Romeinen werd hij Mensis genoemd.

## Verering
De verering van Men gaat zeker terug tot de 4e eeuw v.C. toen deze god werd vereerd in Zuid-Frygië en Noord-Pisidië. Dit wijst erop dat hij van Frygische oorsprong is. Maar mogelijk ging hij terug op een maangod van de Luwiërs. Zijn voornaamste heiligdom bevond zich in Antiochië-in-Pisidië. De koningen van Pergamon lieten daar een grote tempel voor zijn cultus bouwen. Naast maangod was hij ook beschermer van de landbouw en god van gerechtigheid. In zijn tempels werd daarom soms rechtspraak gesproken. Ook werden er maaltijden van offervlees genuttigd.

## Voorstelling
Aanvankelijk werd Men afgebeeld als een mannelijke ruiter, gekleed in een broek, een tuniek met gordel en een frygische muts. Als attributen had hij een pijnappel in de hand en een maansikkel op de schouders. Deze voorstelling ging misschien terug op de Frygische hemelgoden die ook als ruiters werden afgebeeld en in rotstempels werden vereerd. In later eeuwen kreeg hij soms attributen van lokale hemelgoden.